# Ristomatti Hakola
Ristomatti Hakola, född 15 april 1991, är en finländsk längdskidåkare som debuterade i världscupen den 4 mars 2012 i Lahtis i Finland. Han tog sin första pallplats i världscupen när han tillsammans Iivo Niskanen slutade trea i teamsprinten i Lahtis i Finland, den 10 februari 2019.
Hakola deltog vid olympiska vinterspelen 2018.